# Penglund
Penglund is een plaats in de gemeente Vännäs in het landschap Västerbotten en de provincie Västerbottens län in Zweden. De plaats heeft 55 inwoners (2005) en een oppervlakte van 11 hectare. Het riviertje de Pengån stroomt direct langs de plaats. Iets ten noorden van Penglund stroomt de grotere rivier Umeälven.

## Verkeer en vervoer
Bij de plaats loopt de Riksväg 92.